# Cataratas James Bruce
As Cataratas James Bruce são as mais altas quedas de água no continente norte-americano, e ficam localizadas na Colúmbia Britânica, Canadá. Com 840 m de desnível, são a 9.ª queda de água mais desnivelada do mundo.
Estão integradas no parque Provincial Marinho Princess Louisa.
São alimentadas por neve derretida em duas linhas de água, uma permanente e outra sazonal. Depois fornecem água ao Loquilts Creek, que drena para o Princess Louisa Inlet através das Cataratas Chatterbox.